# Juliet Barker
Juliet R. V. Barker (* 1958, Yorkshire) ist eine britische Historikerin. Der Schwerpunkt ihrer Arbeit sind Mittelalterstudien und literaturhistorische Biographien. Sie ist Autorin einiger hochgeachteter Werke über die Geschwister Brontë, William Wordsworth und das mittelalterliche Turnierwesen.
Ihre Ausbildung erhielt Barker an der Bradford Girls’ Grammar School und am St Anne’s College, Oxford. In Anerkennung ihrer herausragenden Literaturhistorischen Biographien verlieh ihr 1999 die University of Bradford die Ehrendoktorwürde in den Literaturwissenschaften (honorary Doctorate of Letters). 
2001 wurde sie als Fellow in die Royal Society of Literature aufgenommen.
Barker ist verheiratet und hat zwei Kinder. Sie lebt in den South Pennines.

## Ausgewählte Werke
- als Herausgeberin: The Brontës. Selected Poems. Edited with an Introduction and Notes. Dent, London 1985, ISBN 0-460-01496-X.
- The Tournament in England, 1100–1400. The Boydell Press, Woodbridge u. a. 1986, ISBN 0-85115-450-6.
- mit Richard Barber: Tournaments. Jousts, Chivalry and Pageants in the Middle Ages. The Boydell Press, Woodbridge 1989, ISBN 0-85115-470-0 (deutschen Ausgabe: Die Geschichte des Turniers. Aus dem Englischen von Harald Ehrhardt. Patmos, Düsseldorf u. a. 2001, ISBN 3-538-07124-1).
- als Herausgeberin: The Brontë Yearbook. Weidenfeld and Nicolson, London 1990, ISBN 0-297-81040-5.
- The Brontës. Weidenfeld and Nicolson, London 1994, ISBN 0-297-81290-4.
- als Herausgeberin: Charlotte Brontë: Juvenilia 1829–1835. Selected, newly transcribed and edited, with an Introduction and Notes. Penguin Books, London u. a. 1996, ISBN 0-14-043515-8.
- The Brontës. A Life in Letters. Viking, London u. a. 1997, ISBN 0-670-87212-1.
- Wordsworth. A Life. Viking, London u. a. 2000, ISBN 0-670-87213-X.
- Wordsworth. A Life in Letters. Viking, London u. a. 2002, ISBN 0-670-87214-8.
- Agincourt. The King. The Campaign. The Battle. Little, Brown, London 2005, ISBN 0-316-72648-6.
- Conquest. The English Kingdom of France 1417–1450. Little, Brown, London 2009, ISBN 978-1-4087-0083-9 (deutschen Ausgabe: Eroberung. Das Englische Königreich in Frankreich während des Hundertjährigen Krieges. Übersetzt aus dem Englischen Jan Soltes. Jan Soltes, Hemmingen 2012).